# WAKE UP! MY HEART
『WAKE UP! MY HEART』（ウェイク・アップ! マイ・ハート）は、スターダストレビュー47枚目のシングル。2007年3月21日に発売された。初回プレス盤はスリーブパッケージ仕様。

## 収録曲
全作曲：根本要（特記以外）
1. WAKE UP! MY HEART
作詞：吉元由美
編曲：矢代恒彦
TBS系列『噂の!東京マガジン』エンディング・テーマ
2. The Sunshine〜輝く街〜
作詞：林 "VOH" 紀勝/THE MUSIC CITY
編曲：添田啓二
3. The End of Love（Live）
作詞：根本要
編曲：スターダストレビュー
4. WAKE UP! MY HEART（Instrumental）
5. The Sunshine〜輝く街〜（Instrumental）